# IGN
IGN，原名Imagine Games Network，是由乔纳森·辛普森-宾特（Jonathan Simpson-Bint）在1996年创立的多媒體和評論網站，主要對象為電子遊戲。母公司是IGN娛樂（GameSpy、爛番茄、AskMen持有者）。
IGN的主網站包含數個特別網頁或「頻道」，每一個都在IGN有分區。遊戲有關的頻道例如有：电脑游戏、任天堂、Xbox、PlayStation、行動電話、复古游戏、iOS。IGN頻道還包含：電影、音樂、工具、科技、運動、電視等等。

## 歷史

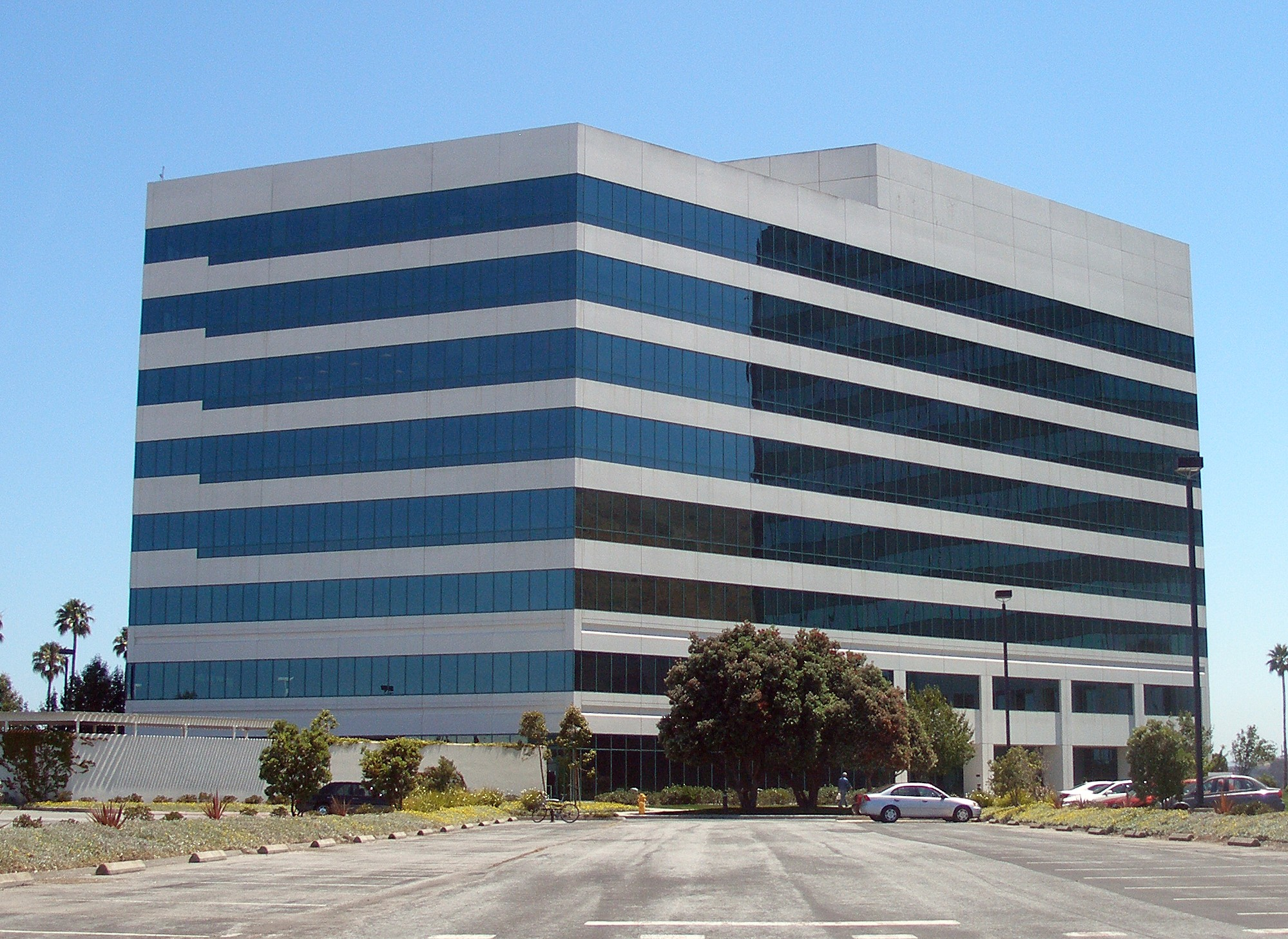
IGN Entertainment總公司位於美國加州布里斯班

IGN於1996年9月創立，原名Imagine Games Network（想象游戏网），IGN以5個獨立網站開始運作：N64.com（后IGN64.com）、PSXPower、Saturnworld、Next-Generation.com、Ultra Game Players Online。1998年，網路聯合這些獨立網頁發展了IGN旗下的系統「頻道。Next-Generation和Ultra Game Players Online沒有被包含在內；UGPO伴隨雜誌的取消而解散，當Imagine決定發展Daily Radar商標時，Next-Generation被耽擱。
2005年6月，IGN聲稱每個月有2300萬人來訪網站，其中5萬是已註冊用戶。根據Alexa，IGN成為200個最多人訪問的網站，IGN討論區則是最活躍網路論壇。2005年9月，IGN被魯珀特·梅鐸的多媒體交易大企業新聞集團收購。
IGN於2008年1月12日慶祝10周年。
2016年5月，IGN宣布收购早前已关站的老牌游戏网站GameTrailers的全部内容和商标。
2017年2月，IGN上线了针对中国大陆的IGN中国版，由北京岸基恩娱乐科技有限公司负责运营。这是IGN继IGN东南亚（IGN SEA）之后再次推出中文服务。
2017年10月14日，IGN宣布收购Humble Bundle。
2020年7月，IGN中国版运营权由腾讯获得。
2024年5月，IGN宣布收购英国数字媒体集团玩家网络（Gamer Network），包括了旗下Eurogamer、Rock Paper Shotgun、VG247、GamesIndustry.biz等知名游戏网站。完成收购后，IGN在無預警下对这些网站进行了裁员，包括一批有十多年經驗的編輯，有被裁員工向Aftermath透露，全部非英國籍員工都被裁員。

## 評分體系
IGN的評分體系有過數次的變動，早期最採用的評分體系為10.0分制，2010年改為20分制，2012年改為100分制，2020年1月改成10分制。早期最小的評分單位是0.1分，評分單位曾有一段時間改為0.5分，2020年1月後評分單位為1分。由於人手和成本問題，IGN只會安排一人對作品評分，而不是數人評分再採取平均分。隨著文化產業的發展，每週都有大量新遊戲、新電影、新電視劇推出。IGN會利用各種工具進行篩選，主要評價一些熱門，讀者感興趣的內容，還包括一些有趣，IGN認為值得廣而告之的作品。IGN每年大約推出1000篇評測，在遊戲評測方面，IGN會根據評論員對遊戲風格、類型的偏好與對開發商的了解程度，決定由哪一個評論員負責評測遊戲。除非遊戲後期有「足够的实质性改动」和極高人氣，IGN才會修改遊戲評分。
| 分段    | 評價     | 說明                                                                      |
| ------- | -------- | ------------------------------------------------------------------------- |
| 10      | 大师之作 | 最高分，遊戲接近完美，會成為經典之作，並影響未來的遊戲設計。              |
| 9.0-9.9 | 奇佳     | 同一時期和類型中的上乘之作。                                              |
| 8.0-8.9 | 卓越     | 遊戲精彩之處讓人難忘，儘管有些瑕疵，但是瑕不掩瑜。                        |
| 7.0-7.9 | 优秀     | 值得一玩，仍有改進空間，有愉快的遊戲體驗。                                |
| 6.0-6.9 | 尚可     | 有很多不足之處，有一些亮點，同時存在一些明顯的缺陷。                      |
| 5.0-5.9 | 平庸     | 平平無奇之作，通常通關後一天就忘了。                                      |
| 4.0-4.9 | 劣质     | 只有一兩處亮點，缺陷極多，不推薦玩。                                      |
| 3.0-3.9 | 极差     | 完全沒有亮點，免費送也不想玩。                                            |
| 2.0-2.9 | 痛苦体验 | 遊戲毫無趣味，甚至讓人感到憤怒。                                          |
| 1.0-1.9 | 无法忍受 | 玩起來就是折磨。                                                          |
| 0-0.9   | 灾难     | 史上最爛，通常是無法運行的遊戲，或者純騙錢遊戲。2020年1月後沒有這檔評分。 |

## 爭議

### 年度遊戲投票活动争议
2019年，IGN在自家平台上举办了年度游戏的投票活动。在一开始《死亡搁浅》并没有开放投票，在开放投票后《死亡搁浅》迅速拿下了第一名，但官方疑似不滿將結果全部刪除。而先前IGN给《死亡搁浅》仅打出了6.8的低分。
2024年9月24日，中國遊戲《黑神話：悟空》在參與由IGN舉辦的年度遊戲選舉時，網上支持度在短時間內由90%下降至74%，引起中外玩家不滿及質疑造票。 IGN对此发表了声明，称此次投票是为了测试新版投票工具Face-Off 而进行的非正式调查，排名以“对决”的方式生成，投票不需要注册账号，并非传统的年度游戏投票。并澄清没有以任何方式篡改投票结果。 

## 外部連結
- 官方网站
- IGN中国版（简体中文）
- YouTube上的IGN頻道